# Internetes fórum

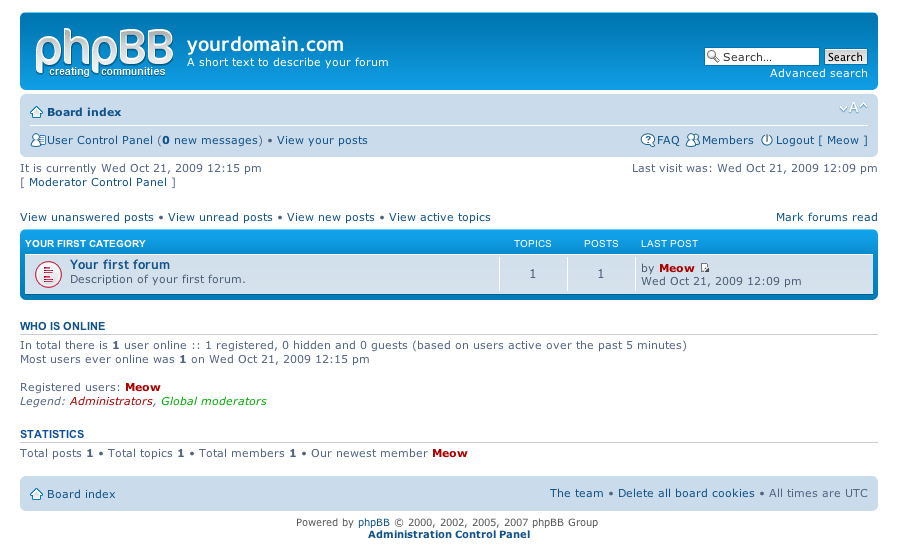
Egy phpBB fórumszoftverrel működő fórum

Az interneten sok helyen találkozhatunk fórumokkal. Ezek a fórumok lehetőséget biztosítanak az oldal látogatóinak arra, hogy szöveges párbeszédet folytassanak egymással. A fórumokon a hozzászólásokat témákhoz kapcsolódóan lehet megtenni,  hogy a fórum jobban átlátható legyen. A fórumok bejegyzéseit bárki olvashatja, emiatt kialakították a Netikett szabályokat a tartalmas, kulturált használat érdekében.

## Az internetes fórumok története
Az 1970-es évek végén, a hálózati kommunikáció egyik úttörője bulletin board volt, amelyben egy adott téma iránt érdeklődő felhasználók cserélhettek üzeneteket és állományokat egymással. Több cég foglalkozott ilyen szolgáltatással Képernyőn való megjelenítése kizárólag szöveges jellegű volt, elérésére közvetlenül a kiszolgálóra történő telefonos betárcsázás útján nyílt lehetőség.
Az  első webes alapú fórumfelületek 1994-ben jelentek meg, a C3 konzorcium WIT (webes interaktív beszélgető) felületének  másolásával és továbbfejlesztésével.
A Web 2.0 technológia elterjedésével a fórumok egyre szélesebb kiegészítő szolgáltatásokkal álltak elő,  ezeket  Ismeretségi hálózat  (social network) néven ismerjük.

## A fórumok használata
A fórumok többféleképpen épülhetnek fel. Többnyire minimálisan két szintből állnak. Először különböző Témakörök, főcímek, alcímek, témák illetve kulcsszavak alapján bontják szét a tartalmat, majd ezeken belül találhatjuk meg a hozzászólásokat. Lehetséges hogy vannak olyan témák, amelyeket csak regisztrált vagy arra jogosult felhasználók láthatnak.
A fórumon zajló beszélgetésekhez a netikett  vagyis az internetes közösségekben való viselkedés szabályait taglaló gyűjtemény adhat formai keretet. A bejegyzéseket egy vagy több adminisztrátor felügyeli, akik további moderátorokat bízhatnak meg az eredményes eszmecserék segítésére. Figyelmeztetés után a felhasználót kitilthatják, illetve IP cím alapján is megtagadhatják a fórum használatát.

### Példák a fórumok felépítésére
Témák (Topicok) → Hozzászólások (Postok)

Fórumok → Témák (Topicok) → Hozzászólások (Postok)

Fórumok → Alfórumok → Témák (Topicok) → Hozzászólások (Postok)

## Példák hazai fórumszolgáltatókra
- Index fórum (tipp)
- Fórumok.hu (új)
- Gyakori kérdések
- Hoxa fórum
- Portfolio fórum
- Nők lapja fórum